# Sean Anthony Moran
Sean Anthony Moran (* 11. August 1978 in San Francisco, Kalifornien) ist ein US-amerikanischer Schauspieler und Capoeirista, wobei er in dieser Tätigkeit vorwiegend als Chegado bzw. Professor Chegado in Erscheinung tritt. Seine Ehefrau und Geschäftspartnerin ist die brasilianischstämmige Jessica Carla de Lima-Moran.

## Leben
Sean Anthony Moran wurde im Jahre 1978 in San Francisco geboren, wo er auch einen Teil seiner Kindheit verbrachte, ehe er mit seiner Familie in den Bundesstaat Pennsylvania zog. Dort absolvierte er unter anderem die Upper Dublin High School in der Kleinstadt Fort Washington, an der er im Jahre 1997 seinen Abschluss machte. Bereits während dieser Zeit war er als Schauspieler vermehrt in diversen Fernsehserien mit vorwiegend farbigen Darstellern im Einsatz. Zu seinen ersten nennenswerten Auftritten gehören zwei verschiedene kleine Rollen in Sister, Sister in den Jahren 1994 und 1995. Zudem sah man Moran in zwei Episoden von Moesha sowie 1996 in einer Folge von Ein schrecklich nettes Haus. In diesem Jahr war er auch in der neunten Episode der nur kurzlebigen Mystery-Serie Dark Skies – Tödliche Bedrohung als Lionel Tillman zu sehen. Drei Jahre später hatte er eine kleine Rolle in einer Episode von Caroline in the City inne, wobei er in der deutschsprachigen Ausstrahlung von Hans-Rainer Müller synchronisiert wurde. Abermals drei Jahre später spielte Sean Anthony Moran, der oftmals auch nur als Sean Moran oder Sean A. Moran erwähnt wurde, in der 20. Folge der siebenten Staffel von JAG – Im Auftrag der Ehre mit, wobei ihm in der deutschen Synchronfassung Robin Kahnmeyer die Stimme lieh. 2004 folgte schließlich ein abermals nur unwesentlicher Auftritt in einer Episode von Law & Order: Special Victims Unit. 2006 folgte schließlich Morans erster nennenswerter Filmauftritt in Vondie Curtis-Halls Waist Deep, wo er einen ungeduldigen Dieb mimt. Zu seinen weiteren Auftritten zählen unter anderem Einsätze in sieben Episoden der HGTV-Reality-Fernsehserie Designed to Sell im Jahre 2009, sowie die Rolle des Private Sean Fike in James Camerons Avatar – Aufbruch nach Pandora, dem kommerziell erfolgreichsten Film der Geschichte, im Jahre 2009. In der deutschen Fassung des letztgenannten Films lieh ihm Tommy Morgenstern die deutsche Stimme.
Doch während dieser Zeit war Sean Anthony Moran auch in diversen anderen Bereichen tätig, so trat er als Theaterschauspieler in verschiedenen international bekannten Produktionen auf und war dabei ein langjähriges Mitglied der durch die USA tourenden Theatergruppe Will & Company aus Sherman Oaks. Mit der Gruppe war er in zahlreichen Stücken überall in den Vereinigten Staaten im Einsatz, hatte aber auch andere Positionen inne und war dabei unter anderem in diversen Produktionen als Bühnenbildner tätig oder war Zuschauerkoordinator (beim 2003 gezeigten Stück Othello). Des Weiteren war der Absolvent der renommierten American Academy of Dramatic Arts auch in Theaterproduktionen im Einsatz, darunter unter anderem für CitiArts im Stück The Good Times Are Killing Me oder in einer Produktion von Warten auf Godot. Auch versuchte sich Moran kurzzeitig als Model und war dabei im Magazin Men’s Fitness zu sehen oder in einem PONY Sommerkatalog. 2004 war der gebürtige Kalifornier an zwei Musikvideos international erfolgreicher Musiker beteiligt. Im Video zu Ushers Caught Up war er nicht nur als Stunt-Double im Einsatz, sondern war auch der Kampf-Choreograph des vom Kanadier Director X gedrehten Videos. Des Weiteren war er ein als Pirat verkleideter Stunt-Akrobat im Musikvideo zu Gwen Stefanis Rich Girl, das von David LaChapelle gedreht wurde. Zudem tanzte er für Josie Walshs MyoDance, heute bekannt als Ballet RED, in dem Stück Garden of Reason. Außerdem war Moran im Werbebereich tätig und war dabei Darsteller in Werbespots für Propel Fitness Water, McDonald’s und Rogers Mobile, Tochtergesellschaft von Rogers Communications, zu sehen. Zudem sah man ihn in der Dauerwerbesendung Boneco Capoeira.
Unter der Leitung von Beto Simas, genannt Mestre Boneco, von Capoeira Brasil Los Angeles (CBLA) trainiert er seit dem Jahr 2000 die brasilianische Kampfkunst- bzw. Kampftanzart Capoeira. Unter dem Namen Chegado bzw. Professor Chegado reist er regelmäßig mit CBLA durch die Vereinigten Staaten und trainiert in diversen Capoeira-Einrichtungen, wobei er neben seiner Tätigkeit als Ausbilder auch als Produktionsleiter der Gruppe agiert. Mit seiner Ehefrau und Geschäftspartnerin Jessica Carla de Lima-Moran, genannt Pavão bzw. Professora Pavão, bildet er vor allem im CBLA-Hauptquartier in Mid-City, einer Nachbarschaft von Los Angeles, aus, ist mit der Gruppe aber auch im XTC Xtreme Training Center oder auch bei Highland Park Recreation, beide im Nordosten von Los Angeles, anzutreffen. Zudem arbeiten beide in der Santa Rosa Charter Academy, einer PUC School, wo sie Sieben- und Achtklässler in Capoeira-Bewegungsabläufen und im Musik-Curriculum ausbilden. Des Weiteren betreiben beide ein Programm, das es Jugendlichen und Familien im Nordosten Los Angeles erlaubt, unentgeltlich Capoeira zu erlernen. Moran, der unter anderem im Jahre 2012 zusammen mit Sheila E. an der 14. Staffel von Dancing with the Stars mitwirkte, tourt außerdem des Öfteren durch die ganze Welt, um an Capoeira-Veranstaltungen teilzunehmen. Seit Jahren ist der Capoeirista auch als einer der Hauptmoderatoren von Playfair, mit denen er durch die gesamten USA tourt, im Einsatz.

## Filmografie
Filmauftritte (auch Kurzauftritte)
- 2006: Waist Deep
- 2009: Avatar – Aufbruch nach Pandora (Avatar)

Serienauftritte (auch Gast- und Kurzauftritte)
- 1994+1995: Sister, Sister (2 Episoden)
- 199X: Moesha (2 Episoden)
- 1996: Ein schrecklich nettes Haus (In the House) (1 Episode)
- 1996: Dark Skies – Tödliche Bedrohung (Dark Skies) (1 Episode)
- 1999: Caroline in the City (1 Episode)
- 2002: JAG – Im Auftrag der Ehre (JAG) (1 Episode)
- 2004: Law & Order: Special Victims Unit (1 Episode)
- 2009: Designed to Sell (7 Episoden)
- 2012: Dancing with the Stars (zusammen mit Sheila E.)

## Bühnenauftritte
Will & Company
- Portraits of American Courage
- Der Kaufmann von Venedig
- Ein Sommernachtstraum
- A Christmas Carol
- Odyssee
- Wie es euch gefällt
- 2002: Julius Cäsar
- 2003: Othello (als Zuschauerkoordinator)
- 2004: Romeo und Julia (als Schauspieler in der Rolle des Romeo und als Bühnenbildner)
- 2009: Die Abenteuer des Tom Sawyer (als Bühnenbildner)

CitiArts
- The Good Times Are Killing Me

Sonstiges
- Warten auf Godot

## Weitere Tätigkeiten
in Musikvideos
- 2004: Caught Up von Usher (als Stunt-Double und Kampf-Choreograph)
- 2004: Rich Girl von Gwen Stefani (als Pirat (Stunt-Akrobat))

im Tanz
- Garden of Reason für MyoDance, heute bekannt als Ballet RED